# タマカウトガ
タマカウトガは、ニウエの14の村のひとつである。2011年の調査では、人口は157人である。

## 地理
ニウエ島の南西部にある、海に面した村である。

## 交通
東海岸道路が海岸沿いに走っている。

## 主な施設
- Scenic Matavai Resort Niue [3]
- Lanutahi Fales (Northern)
- NIC's Bungalows
- ニウエ国際空港